# Exposed (película de 2016)
Exposed (titulada La hija de Dios en Argentina y España), originalmente Daughter of God, es una película de suspense estadounidense de 2016 escrita y dirigida por Gee Malik Linton (acreditado como Declan Dale), que supuso su debut como director.
Los protagonistas de la película son Ana de Armas, Keanu Reeves, Christopher McDonald, Big Daddy Kane y Mira Sorvino.

## Argumento
El detective Scott Galban (Keanu Reeves) encuentra a su compañero y amigo cercano, el detective Cullen, asesinado en una estación del metro. En su búsqueda del asesino (o asesinos), Galban comienza a sospechar que su compañero puede haber estado muy involucrado en el tráfico de drogas y la corrupción policial. Conforme Galban investiga, las personas que conocieron a Cullen van apareciendo convenientemente muertas. Cuanto más se acerca Galban a la verdad, tanto la esposa de Cullen, Janine (Mira Sorvino), como su teniente (Christopher McDonald), intentan persuadirlo de que retroceda, temiendo que sus hallazgos puedan desacreditar a Cullen y exponer la corrupción dentro del Departamento de Policía. El único asidero que le queda a Galban es Isabel, una joven y devota latina que vive con sus suegros. Galban teme que su vida podría estar en peligro si se acerca demasiado a ella. Sin embargo, Isabel ha experimentado recientemente algo que no es de este mundo, algo místico que ella cree que es verdaderamente un milagro. Al igual que Galban, Isabel lidia con sus propios demonios del pasado: un pasado que puede conducirlos a la verdad.

## Reparto
- Ana de Armas es Isabel de La Cruz.
- Keanu Reeves es el detective Scott Galban.
- Christopher McDonald es el teniente Galway.
- Big Daddy Kane es Black.
- Mira Sorvino es Janine Cullen.
- Venus Ariel es Elisa.
- Ariel Pacheco es Naldo.
- Laura Gómez es Eva.
- Melissa Linton es la detective Sarah Ramírez.
- Michael Rispoli es el detective Dibronski.
- Danny Hoch es Joey Cullen.
- Ismael Cruz Cordova es José de La Cruz.
- Jeanette Dilone es Marisol de La Cruz.